# Fryštácká brázda
Fryštácká brázda je geomorfologický podcelek ve Zlínském kraji, součást Vizovické vrchoviny. Tvoří protáhlou zvlněnou až pahorkatou sníženinu mezi Hostýnskými vrchy a Zlínskou vrchovinou. Nadmořská výška území se pohybuje od 210 do 450 metrů, střední výška je asi 300 m, celkově se svažuje k západu. Jde o v průměru nejníže položenou část Vizovické vrchoviny, na severozápadě plynule přecházející do Hornomoravského úvalu. 
Téměř celé území je odvodňováno Dřevnicí, na východě přímo (tok tvoří východní hranici podcelku), ve střední části skrze Fryštácký potok a na západě Rackovou. Severozápadní okraj spadá do povodí Mojeny. Největšími vodními plochami jsou vodní nádrže Fryšták a Slušovice.
Do území zasahuje Přírodní park Hostýnské vrchy.

## Sídla
Zhruba uprostřed území se nachází město Fryšták, podle něhož má název. Na východním okraji leží Slušovice. Další obce ve Fryštácké brázdě jsou Březová, Horní Lapač, Hrobice, Lechotice, Lukov, Lukoveček, Ostrata, Racková, Žeranovice, částečně Kašava a zlínské městské části Kostelec, Štípa a Veliková.

## Doprava
Územím procházejí silnice II/490 a II/491. Je tudy plánováno vést dálnici D49. Železnice se zde nenachází.

## Turistické zajímavosti
- ZOO Lešná
- zámek Lešná
- dřevěná ZOO Ostrata
- klášter Štípa
- větrný mlýn Štípa
- křížová cesta Veliková
- zámek Žeranovice
- zřícenina hradu Žeranovice
- muzeum Ignáce Stuchlého ve Fryštáku